# کورینا (کورینا)
کورینا، کورینا (به انگلیسی: Corrina, Corrina) یک فیلم درام آمریکایی محصول سال ۱۹۹۴ است ماجرای فیلم در سال ۱۹۵۹ در مورد مردی بیوه (ری لیوتا) است که یک پرستار خانه (ووپی گلدبرگ) را برای مراقبت از دخترش (تینا میجرینو) استخدام می‌کند. این فیلم توسط جسی نلسون در اولین کارگردانی فیلم بلندش نوشته و کارگردانی شد. این آخرین فیلمی بود که دان آمچی در آن بازی کرد. او اندکی پس از اتمام فیلمبرداری درگذشت.
در راتن تومیتوز دارای امتیاز ۳۷٪ بر اساس ۱۹ بررسی است.
این فیلم در باکس آفیس موفق نبود و در مقابل بوجه ۲۲ میلیون دلاری در ایالات متحده ۲۰ میلیون دلار فروخت.

## داستان
پس از مرگ همسر منی سینگر، دختر کوچکش مالی تنها می‌شود. برای مراقبت از مالی او زنی به نام کورینا واشینگتن را استخدام می‌کند. او مالی را از خلوت خود خارج کرده و به آنها راه جدیدی برای زندگی می‌آموزد …